# Rusland op het Europees kampioenschap voetbal 2016
Rusland was een van de deelnemende landen aan het Europees kampioenschap voetbal 2016 in Frankrijk. Het was de vijfde keer dat Rusland zich wist te plaatsen voor het eindtoernooi van een EK voetbal. Het land werd in de groepsfase uitgeschakeld.

## Kwalificatie
Rusland begon op 8 september 2014 met een thuiswedstrijd tegen Liechtenstein aan de kwalificatiecampagne. Liechtenstein scoorde twee eigen doelpunten voor de Russen zelf konden scoren via een strafschop van Dmitri Kombarov en een goal van Artjom Dzjoeba, die zo de 4-0 eindstand vastlegde. In oktober 2014 ging Rusland op bezoek in Zweden. Aleksandr Kokorin bracht de Russen al vroeg op voorsprong, maar een goal van Ola Toivonen vlak na de rust zette het 1-1 gelijkspel vast. Enkele dagen later ontving Rusland Moldavië. De Russen kwamen pas op voorsprong na een omgezette strafschop van Dzjoeba, maar kregen een minuut later het deksel op de neus door de gelijkmaker van Alexandru Epureanu. Er werd niet meer gescoord en het bleef bij een 1-1 gelijkspel. Een maand later verloor Rusland met 1-0 van Oostenrijk na een goal van Rubin Okotie.
Na de jaarwisseling speelden de Russen tegen Montenegro. Het duel werd halverwege de tweede helft stilgelegd bij een stand van 0–0, na verschillende incidenten van Montenegrijnse kant. De UEFA besliste Rusland een reglementaire zege toe te kennen, en zo werd de wedstrijd geboekt op 0-3. In juni 2015 verloor Rusland weer van Oostenrijk met 0-1, dit keer na een goal van Marc Janko. Begin september 2015 wonnen de Russen van de Zweden met 1-0. Dzjoeba scoorde in de eerste helft het enige doelpunt van de wedstrijd. Enkele dagen later trok Rusland naar Liechtenstein, dat nog in de eerste helft met zijn tienen overbleef. Dzjoeba wist vier keer te scoren en Kokorin benutte een strafschop. Fjodor Smolov en Alan Dzagojev wisten elk nog een goal mee te pikken. Liechtenstein ging met 0-7 voor de bijl. In oktober 2015 gingen de Russen met 1-2 winnen in Moldavië, na voltreffers van Sergej Ignasjevitsj en nogmaals Dzjoeba. De aansluitingstreffer van de Moldaviërs kwam te laat. De laatste kwalificatiewedstrijd werd thuis gespeeld tegen Montenegro. Oleg Koezmin scoorde de eerste goal en enkele minuten later zette Kokorin een strafschop om. In de tweede helft werd niet meer gescoord en de Russen wonnen met 2-0.
Rusland werd tweede in haar groep en plaatste zich daarmee rechtstreeks voor het Europees Kampioenschap.

### Kwalificatieduels
|                                               |               |                                                                                                 |         |                                                                                          |
| 8 september 2014 «onderlinge duels» 18:00 uur | Liechtenstein | 4 – 0                                                                                           | Rusland | Arena Chimki, Chimki Toeschouwers: 11.236 Scheidsrechter: Sébastien Delferiere ( België) |
| 8 september 2014 «onderlinge duels» 18:00 uur |               | 4' (e.d.) Martin Büchel 50' (e.d.) Franz Burgmeier 54' (pen) Dmitri Kombarov 65' Artjom Dzjoeba |         | Arena Chimki, Chimki Toeschouwers: 11.236 Scheidsrechter: Sébastien Delferiere ( België) |

|                                             |                       |       |                  |                                                                                    |
| 9 oktober 2014 «onderlinge duels» 20:45 uur | Zweden                | 1 – 1 | Rusland          | Friends Arena, Solna Toeschouwers: 49.023 Scheidsrechter: Nicola Rizzoli ( Italië) |
| 9 oktober 2014 «onderlinge duels» 20:45 uur | Aleksandr Kokorin 10' |       | 49' Ola Toivonen | Friends Arena, Solna Toeschouwers: 49.023 Scheidsrechter: Nicola Rizzoli ( Italië) |

|                                              |                          |       |                        |                                                                                             |
| 12 oktober 2014 «onderlinge duels» 18:00 uur | Rusland                  | 1 – 1 | Moldavië               | Otkrytieje Arena, Moskou Toeschouwers: 30.017 Scheidsrechter: Kristinn Jakobsson ( IJsland) |
| 12 oktober 2014 «onderlinge duels» 18:00 uur | Artjom Dzjoeba 73' (pen) |       | 74' Alexandru Epureanu | Otkrytieje Arena, Moskou Toeschouwers: 30.017 Scheidsrechter: Kristinn Jakobsson ( IJsland) |

|                                               |                  |       |         |                                                                                             |
| 15 november 2014 «onderlinge duels» 18:00 uur | Oostenrijk       | 1 – 0 | Rusland | Ernst Happelstadion, Wenen Toeschouwers: 47.500 Scheidsrechter: Martin Atkinson ( Engeland) |
| 15 november 2014 «onderlinge duels» 18:00 uur | Rubin Okotie 73' |       |         | Ernst Happelstadion, Wenen Toeschouwers: 47.500 Scheidsrechter: Martin Atkinson ( Engeland) |

|                                            |            |        |         |                                                                                               |
| 27 maart 2015 «onderlinge duels» 20:45 uur | Montenegro | 0 – 3* | Rusland | Pod Goricomstadion, Podgorica Toeschouwers: 15.230 Scheidsrechter: Deniz Aytekin ( Duitsland) |
| 27 maart 2015 «onderlinge duels» 20:45 uur |            |        |         | Pod Goricomstadion, Podgorica Toeschouwers: 15.230 Scheidsrechter: Deniz Aytekin ( Duitsland) |

- Gestaakt na ruzie. Door de UEFA een zege van 0-3 aan Rusland toegekend.

|                                           |         |                |            |                                                                                       |
| 14 juni 2015 «onderlinge duels» 18:00 uur | Rusland | 0 – 1          | Oostenrijk | Otkrytieje Arena, Moskou Toeschouwers: 35.000 Scheidsrechter: Milorad Mažić ( Servië) |
| 14 juni 2015 «onderlinge duels» 18:00 uur |         | 33' Marc Janko |            | Otkrytieje Arena, Moskou Toeschouwers: 35.000 Scheidsrechter: Milorad Mažić ( Servië) |

|                                               |                    |       |        |                                                                                            |
| 5 september 2015 «onderlinge duels» 18:00 uur | Rusland            | 1 – 0 | Zweden | Otkrytieje Arena, Moskou Toeschouwers: 43.678 Scheidsrechter: Mark Clattenburg ( Engeland) |
| 5 september 2015 «onderlinge duels» 18:00 uur | Artjom Dzjoeba 38' |       |        | Otkrytieje Arena, Moskou Toeschouwers: 43.678 Scheidsrechter: Mark Clattenburg ( Engeland) |

|                                               |               | |         |                                                                          |
| 8 september 2015 «onderlinge duels» 20:45 uur | Liechtenstein | 0 – 7 | Rusland | Rheinparkstadion, Vaduz Toeschouwers: 2.874 Scheidsrechter: Bobby Madden |
| 8 september 2015 «onderlinge duels» 20:45 uur |               | 21' Artjom Dzjoeba 40' (pen) Aleksandr Kokorin 45' Artjom Dzjoeba 73' Artjom Dzjoeba 77' Fjodor Smolov 85' Alan Dzagojev 90' Artjom Dzjoeba |         | Rheinparkstadion, Vaduz Toeschouwers: 2.874 Scheidsrechter: Bobby Madden |

|                                              |                      |       |                                            | |
| 9 oktober 2015 «onderlinge duels» 20m:45 uur | Moldavië             | 1 – 2 | Rusland                                    | Stadionul Zimbru, Chisinau Toeschouwers: 10.500 Scheidsrechter: Mihalis Koukoulakis ( Griekenland) |
| 9 oktober 2015 «onderlinge duels» 20m:45 uur | Eugeniu Cebotaru 58' |       | 78' Sergej Ignasjevitsj 85' Artjom Dzjoeba | Stadionul Zimbru, Chisinau Toeschouwers: 10.500 Scheidsrechter: Mihalis Koukoulakis ( Griekenland) |

|                                              |                                        |       |            |                                                                                              |
| 12 oktober 2015 «onderlinge duels» 18:00 uur | Rusland                                | 2 – 0 | Montenegro | Otkrytieje Arena, Moskou Toeschouwers: 40.000 Scheidsrechter: Svein Oddvar Moen ( Noorwegen) |
| 12 oktober 2015 «onderlinge duels» 18:00 uur | Oleg Koezmin 33' Aleksandr Kokorin 37' |       |            | Otkrytieje Arena, Moskou Toeschouwers: 40.000 Scheidsrechter: Svein Oddvar Moen ( Noorwegen) |

### Stand groep G
| Pos | Land          | Wed | Win | Gel | Ver | DV | DT | +/- | Pnt |
| --- | ------------- | --- | --- | --- | --- | -- | -- | --- | --- |
| 1   | Oostenrijk    | 10  | 9   | 1   | 0   | 22 | 5  | +17 | 28  |
| 2   | Rusland       | 10  | 6   | 2   | 2   | 21 | 5  | +16 | 20  |
| 3   | Zweden        | 10  | 5   | 3   | 2   | 15 | 9  | +6  | 18  |
| 4   | Montenegro    | 10  | 3   | 2   | 5   | 10 | 13 | –3  | 11  |
| 5   | Liechtenstein | 10  | 1   | 2   | 7   | 2  | 26 | –24 | 5   |
| 6   | Moldavië      | 10  | 0   | 2   | 8   | 4  | 16 | –12 | 2   |

## EK-voorbereiding

### Wedstrijden
|                                                   |              |       |          |                                                                                       |
| 13 november 2015 «onderlinge duels» 15:00 (UTC+1) | Rusland      | 1 – 0 | Portugal | Koeban Stadion, Krasnodar Toeschouwers: 32.000 Scheidsrechter: Milorad Mažić (Servië) |
| 13 november 2015 «onderlinge duels» 15:00 (UTC+1) | Sjirokov 89' |       |          | Koeban Stadion, Krasnodar Toeschouwers: 32.000 Scheidsrechter: Milorad Mažić (Servië) |

|                                                   |            |       |                                        |                                                                                            |
| 17 november 2015 «onderlinge duels» 17:00 (UTC+1) | Rusland    | 1 – 3 | Kroatië                                | Olimp-2, Rostov aan de Don Toeschouwers: 15.000 Scheidsrechter: Clément Turpin (Frankrijk) |
| 17 november 2015 «onderlinge duels» 17:00 (UTC+1) | Smolov 15' |       | 57' Kalinić 60' Brozović 82' Mandžukić | Olimp-2, Rostov aan de Don Toeschouwers: 15.000 Scheidsrechter: Clément Turpin (Frankrijk) |

|                                                |                                       |       |          |                                                                                       |
| 26 maart 2016 «onderlinge duels» 17:00 (UTC+1) | Rusland                               | 3 – 0 | Litouwen | Otkrytieje Arena, Moskou Toeschouwers: 35.400 Scheidsrechter: Daniele Orsato (Italië) |
| 26 maart 2016 «onderlinge duels» 17:00 (UTC+1) | Smolov 41' Golovin 61' Gloesjakov 72' |       |          | Otkrytieje Arena, Moskou Toeschouwers: 35.400 Scheidsrechter: Daniele Orsato (Italië) |

|                                                |                                         |       |                         |                                                                                             |
| 29 maart 2016 «onderlinge duels» 21:00 (UTC+2) | Frankrijk                               | 4 – 2 | Rusland                 | Stade de France, Saint-Denis Toeschouwers: 65.000 Scheidsrechter: Craig Thomson (Schotland) |
| 29 maart 2016 «onderlinge duels» 21:00 (UTC+2) | Kanté 9' Gignac 38' Payet 64' Coman 76' |       | 56' Kokorin 68' Zjirkov | Stade de France, Saint-Denis Toeschouwers: 65.000 Scheidsrechter: Craig Thomson (Schotland) |

|                                              |            |       |                       | |
| 1 juni 2016 «onderlinge duels» 18:00 (UTC+2) | Rusland    | 1 – 2 | Tsjechië              | Tivoli Neu, Innsbruck (Oostenrijk) Toeschouwers: 650 Scheidsrechter: Robert Schörgenhofer (Oostenrijk) |
| 1 juni 2016 «onderlinge duels» 18:00 (UTC+2) | Kokorin 6' |       | 49' Rosický 90' Necid | Tivoli Neu, Innsbruck (Oostenrijk) Toeschouwers: 650 Scheidsrechter: Robert Schörgenhofer (Oostenrijk) |

|                                |              |       |             |                                                                                    |
| 5 juni 2016 «onderlinge duels» | Servië       | 1 – 1 | Rusland     | Stade Louis II (Monaco) Toeschouwers: 500 Scheidsrechter: Ruddy Buquet (Frankrijk) |
| 5 juni 2016 «onderlinge duels» | Mitrović 88' |       | 85' Dzjoeba | Stade Louis II (Monaco) Toeschouwers: 500 Scheidsrechter: Ruddy Buquet (Frankrijk) |

## Het Europees kampioenschap
De loting vond op 12 december 2015 plaats in Parijs. Rusland werd ondergebracht in groep B, samen met Engeland, Wales en Slowakije.
Verdedigende middenvelder Roman Neustädter was de enige speler in de selectie die niet actief was in de Russische competitie; hij speelde bovendien eerder twee interlands voor Duitsland. Alan Dzagojev haakte op 22 mei geblesseerd af vanwege een gebroken middenvoetsbeentje en werd vervangen door Dimitri Torbinski.
Rusland kwam in haar eerste groepsduel in de 73e minuut met 0-1 achter, toen Eric Dier vanaf de rand van het strafschopgebied een vrije trap binnenschoot voor Engeland. Die stand bleef op het bord staan tot Vasili Berezoetski in de tweede minuut van de blessuretijd een voorzet van Georgi Sjtsjennikov inkopte en de eindstand op 1-1 bepaalde. In hun tweede groepswedstrijd liepen de Russen ook tegen Slowakije een achterstand op en die kwamen ze niet meer te boven. Vladimír Weiss kapte na een pass van Marek Hamšík in één beweging zowel Berezoetski als Igor Smolnikov uit en schoot na 32 minuten de 0-1 binnen. Hamšík zette Slowakije dertien minuten later zelf op 0-2 door een bal links vanuit het strafschopgebied via de binnenkant van de paal in de verre hoek te schieten. Invaller Denis Gloesjakov kopte Rusland tien minuten voor tijd nog op 1-2 uit een voorzet van Oleg Sjatov, maar daar bleef het bij. Rusland sloot het toernooi af met een tweede nederlaag, 0-3 tegen Wales. Het werd in de 11e minuut 0-1 toen Joe Allen met een steekpass vanuit de middencirkel aanvaller Aaron Ramsey alleen voor Igor Akinfejev zette. Hij passeerde de Russische doelman daarna met een stiftbal. Negen minuten later ontnam Roman Sjirokov Gareth Bale de bal, alleen tikte hij die in diezelfde beweging per ongeluk naar Neil Taylor. Met verder niemand tussen hem en Akinfejev raakte de Welshman met zijn eerste poging de voet van de doelman, maar de terugkaatsende bal schoot hij daarna wel in het doel. Ramsey leidde halverwege de tweede helft het laatste doelpunt in door de bal tussen Gloesjakov en de ingevallen Aleksej Berezoetski door het Russische strafschopgebied in te steken, waarna de inkomende Bale de 0-3 binnentikte. Met twee nederlagen en een gelijkspel eindigden de Russen als nummer vier in de groep en zat het toernooi er voor hen op.

### Uitrustingen
| Thuis | Uit | Doelman |

### Technische staf
|                 |                        |
| Functie         | Naam                   |
| Bondscoach      | Leonid Sloetski (foto) |
| Assistent-coach | Sergej Semak           |
| Assistent-coach | Sergei Balakhnin       |
| Fitness coach   | Paulino Granero        |

### Selectie en statistieken
| Nr. | Naam                | Geboortedatum | GW |   |   |   |   |   |   | Club                  | Positie(s) |
| --- | ------------------- | ------------- | -- | - | - | - | - | - | - | --------------------- | ---------- |
| 1   | Igor Akinfejev      | 08-04-1986    | 3  | 0 | 0 | 0 | 0 | 0 | 0 | CSKA Moskou           | GK         |
| 2   | Roman Sjisjkin      | 27-01-1987    | 0  | 0 | 0 | 0 | 0 | 0 | 0 | Lokomotiv Moskou      | RB         |
| 3   | Igor Smolnikov      | 08-08-1988    | 3  | 0 | 0 | 0 | 0 | 0 | 0 | Zenit Sint-Petersburg | RB         |
| 4   | Sergej Ignasjevitsj | 14-07-1979    | 3  | 0 | 0 | 0 | 0 | 0 | 0 | CSKA Moskou           | CB, RB, DM |
| 5   | Roman Neustädter    | 18-02-1988    | 2  | 0 | 0 | 0 | 0 | 0 | 2 | Schalke 04            | CB, DM     |
| 6   | Aleksej Berezoetski | 20-06-1982    | 1  | 0 | 0 | 0 | 0 | 1 | 0 | CSKA Moskou           | CB, LB     |
| 7   | Artoer Joesoepov    | 01-09-1989    | 0  | 0 | 0 | 0 | 0 | 0 | 0 | Zenit Sint-Petersburg | CM, DM     |
| 8   | Denis Gloesjakov    | 27-01-1987    | 3  | 1 | 0 | 0 | 0 | 2 | 0 | Spartak Moskou        | CM         |
| 9   | Aleksandr Kokorin   | 19-03-1991    | 3  | 0 | 0 | 0 | 0 | 0 | 1 | Zenit Sint-Petersburg | CF, LW, RW |
| 10  | Fjodor Smolov       | 09-02-1990    | 3  | 0 | 0 | 0 | 0 | 0 | 2 | Krasnodar             | CF, LW, RW |
| 11  | Pavel Mamajev       | 17-09-1988    | 3  | 0 | 1 | 0 | 0 | 2 | 0 | Krasnodar             | CM, LW, RW |
| 12  | Joeri Lodygin       | 26-05-1990    | 0  | 0 | 0 | 0 | 0 | 0 | 0 | Zenit Sint-Petersburg | GK         |
| 13  | Aleksandr Golovin   | 30-05-1996    | 3  | 0 | 0 | 0 | 0 | 1 | 2 | CSKA Moskou           | AM, LW     |
| 14  | Vasili Berezoetski  | 20-06-1982    | 3  | 1 | 0 | 0 | 0 | 0 | 1 | CSKA Moskou           | CB         |
| 15  | Roman Sjirokov      | 06-07-1981    | 3  | 0 | 0 | 0 | 0 | 2 | 1 | CSKA Moskou           | CM, AM     |
| 16  | Guilherme Marinato  | 12-12-1985    | 0  | 0 | 0 | 0 | 0 | 0 | 0 | Lokomotiv Moskou      | GK         |
| 17  | Oleg Sjatov         | 28-07-1990    | 2  | 0 | 0 | 0 | 0 | 0 | 0 | Zenit Sint-Petersburg | AM, LW, RW |
| 18  | Oleg Ivanov         | 04-08-1986    | 0  | 0 | 0 | 0 | 0 | 0 | 0 | Terek Grozny          | AM, CM     |
| 19  | Aleksandr Samedov   | 19-07-1984    | 1  | 0 | 0 | 0 | 0 | 1 | 0 | Lokomotiv Moskou      | RW, AM     |
| 20  | Dmitri Torbinski    | 28-04-1984    | 0  | 0 | 0 | 0 | 0 | 0 | 0 | Krasnodar             | LW, CM, LB |
| 21  | Georgi Sjtsjennikov | 27-04-1991    | 2  | 0 | 1 | 0 | 0 | 0 | 0 | CSKA Moskou           | LB         |
| 22  | Artjom Dzjoeba      | 22-08-1988    | 3  | 0 | 0 | 0 | 0 | 0 | 0 | Zenit Sint-Petersburg | CF         |
| 23  | Dmitri Kombarov     | 22-01-1987    | 1  | 0 | 0 | 0 | 0 | 0 | 0 | Spartak Moskou        | LB, LM     |

### Wedstrijden
| Nr. | Land      | GW | W | G | V | DV | DT | DS | Ptn |
| --- | --------- | -- | - | - | - | -- | -- | -- | --- |
| 1   | Wales     | 3  | 2 | 0 | 1 | 6  | 3  | +3 | 6   |
| 2   | Engeland  | 3  | 1 | 2 | 0 | 3  | 2  | +1 | 5   |
| 3   | Slowakije | 3  | 1 | 1 | 1 | 3  | 3  | 0  | 4   |
| 4   | Rusland   | 3  | 0 | 1 | 2 | 2  | 6  | -4 | 1   |

#### Groepsfase
|                                               |          |       |                      |                                                                                         |
| 11 juni 2016 «onderlinge duels» 21:00 (UTC+2) | Engeland | 1 – 1 | Rusland              | Stade Vélodrome, Marseille Toeschouwers: 62.343 Scheidsrechter: Nicola Rizzoli (Italië) |
| 11 juni 2016 «onderlinge duels» 21:00 (UTC+2) | Dier 73' |       | 90+2' V. Berezoetski | Stade Vélodrome, Marseille Toeschouwers: 62.343 Scheidsrechter: Nicola Rizzoli (Italië) |

| Engeland | Rusland |

| Engeland:      |    |                 |     |
|                |    |                 |     |
| GK             | 1  | Joe Hart        |     |
| RB             | 2  | Kyle Walker     |     |
| CB             | 5  | Gary Cahill     | 62' |
| CB             | 6  | Chris Smalling  |     |
| LB             | 3  | Danny Rose      |     |
| DM             | 17 | Eric Dier       |     |
| CM             | 20 | Dele Alli       |     |
| CM             | 10 | Wayne Rooney    | 78' |
| RW             | 8  | Adam Lallana    |     |
| CF             | 9  | Harry Kane      |     |
| LW             | 7  | Raheem Sterling | 87' |
| Wisselspelers: |    |                 |     |
| MF             | 18 | Jack Wilshere   | 78' |
| MF             | 4  | James Milner    | 87' |
| Coach:         |    |                 |     |
| Roy Hodgson    |    |                 |     |

| Rusland:        |    |                     |     |
|                 |    |                     |     |
| GK              | 1  | Igor Akinfejev      |     |
| RB              | 3  | Igor Smolnikov      |     |
| CB              | 14 | Vasili Berezoetski  |     |
| CB              | 4  | Sergej Ignasjevitsj |     |
| LB              | 21 | Georgi Sjtsjennikov | 72' |
| CM              | 5  | Roman Neustädter    | 80' |
| CM              | 13 | Aleksandr Golovin   | 77' |
| RW              | 9  | Aleksandr Kokorin   |     |
| AM              | 17 | Oleg Sjatov         |     |
| LW              | 10 | Fjodor Smolov       | 85' |
| CF              | 22 | Artjom Dzjoeba      |     |
| Wisselspelers:  |    |                     |     |
| MF              | 15 | Roman Sjirokov      | 77' |
| MF              | 8  | Denis Gloesjakov    | 80' |
| MF              | 11 | Pavel Mamajev       | 85' |
| Coach:          |    |                     |     |
| Leonid Sloetski |    |                     |     |

Man van de wedstrijd:

 Eric Dier

|                                               |                |       |                      | |
| 15 juni 2016 «onderlinge duels» 15:00 (UTC+2) | Rusland        | 1 – 2 | Slowakije            | Grand Stade Lille Métropole, Villeneuve-d'Ascq Toeschouwers: 38.989 Scheidsrechter: Damir Skomina (Slovenië) |
| 15 juni 2016 «onderlinge duels» 15:00 (UTC+2) | Gloesjakov 80' |       | 32' Weiss 45' Hamšík | Grand Stade Lille Métropole, Villeneuve-d'Ascq Toeschouwers: 38.989 Scheidsrechter: Damir Skomina (Slovenië) |

| Rusland | Slowakije |

| Rusland:        |    |                     |     |
|                 |    |                     |     |
| GK              | 1  | Igor Akinfejev      |     |
| RB              | 3  | Igor Smolnikov      |     |
| CB              | 14 | Vasili Berezoetski  |     |
| CB              | 4  | Sergej Ignasjevitsj |     |
| LB              | 21 | Georgi Sjtsjennikov |     |
| CM              | 5  | Roman Neustädter    | 46' |
| CM              | 13 | Aleksandr Golovin   | 46' |
| RW              | 9  | Aleksandr Kokorin   | 75' |
| AM              | 17 | Oleg Sjatov         |     |
| LW              | 10 | Fjodor Smolov       |     |
| CF              | 22 | Artjom Dzjoeba      |     |
| Wisselspelers:  |    |                     |     |
| MF              | 8  | Denis Gloesjakov    | 46' |
| MF              | 11 | Pavel Mamajev       | 46' |
| MF              | 15 | Roman Sjirokov      | 75' |
| Coach:          |    |                     |     |
| Leonid Sloetski |    |                     |     |

| Slowakije:     |    |                 |     |
|                |    |                 |     |
| GK             | 23 | Matúš Kozáčik   |     |
| RB             | 2  | Peter Pekarík   |     |
| CB             | 3  | Martin Škrtel   |     |
| CB             | 4  | Ján Ďurica      | 46' |
| LB             | 15 | Tomáš Hubočan   |     |
| DM             | 22 | Viktor Pečovský |     |
| RW             | 20 | Róbert Mak      | 80' |
| CM             | 19 | Juraj Kucka     |     |
| CM             | 17 | Marek Hamšík    |     |
| LW             | 7  | Vladimír Weiss  | 72' |
| CF             | 8  | Ondrej Duda     | 67' |
| Wisselspelers: |    |                 |     |
| FW             | 11 | Adam Nemec      | 67' |
| DF             | 18 | Dušan Švento    | 72' |
| FW             | 21 | Michal Ďuriš    | 80' |
| Coach:         |    |                 |     |
| Ján Kozák      |    |                 |     |

Man van de wedstrijd:

 Marek Hamšík

|                                               |         |                                |       |                                                                                          |
| 20 juni 2016 «onderlinge duels» 21:00 (UTC+2) | Rusland | 0 – 3                          | Wales | Stadium Municipal, Toulouse Toeschouwers: 28.840 Scheidsrechter: Jonas Eriksson (Zweden) |
| 20 juni 2016 «onderlinge duels» 21:00 (UTC+2) |         | 11' Ramsey 20' Taylor 67' Bale |       | Stadium Municipal, Toulouse Toeschouwers: 28.840 Scheidsrechter: Jonas Eriksson (Zweden) |

| Rusland | Wales |

| Rusland:        |    |                     |     |
|                 |    |                     |     |
| GK              | 1  | Igor Akinfejev      |     |
| RB              | 3  | Igor Smolnikov      |     |
| CB              | 14 | Vasili Berezoetski  | 46' |
| CB              | 4  | Sergej Ignasjevitsj |     |
| LB              | 23 | Dmitri Kombarov     |     |
| CM              | 11 | Pavel Mamajev       | 65' |
| CM              | 8  | Denis Gloesjakov    |     |
| RW              | 9  | Aleksandr Kokorin   |     |
| AM              | 15 | Roman Sjirokov      | 52' |
| LW              | 10 | Fjodor Smolov       | 70' |
| CF              | 22 | Artjom Dzjoeba      |     |
| Wisselspelers:  |    |                     |     |
| DF              | 6  | Aleksej Berezoetski | 46' |
| MF              | 13 | Aleksandr Golovin   | 52' |
| MF              | 19 | Aleksandr Samedov   | 70' |
| Coach:          |    |                     |     |
| Leonid Sloetski |    |                     |     |

| Wales:         |    |                 |     |
|                |    |                 |     |
| GK             | 1  | Wayne Hennessey |     |
| CB             | 5  | James Chester   |     |
| CB             | 6  | Ashley Williams |     |
| CB             | 4  | Ben Davies      |     |
| RM             | 2  | Chris Gunter    |     |
| CM             | 7  | Joe Allen       | 74' |
| CM             | 16 | Joe Ledley      | 76' |
| LM             | 3  | Neil Taylor     |     |
| AM             | 10 | Aaron Ramsey    |     |
| AM             | 11 | Gareth Bale     | 83' |
| CF             | 18 | Sam Vokes       | 17' |
| Wisselspelers: |    |                 |     |
| MF             | 14 | David Edwards   | 74' |
| MF             | 8  | Andy King       | 76' |
| FW             | 23 | Simon Church    | 83' |
| Coach:         |    |                 |     |
| Chris Coleman  |    |                 |     |

Man van de wedstrijd:

 Aaron Ramsey

RFS · A-internationals · Bondscoaches · Selecties · Statistieken · Russisch vrouwenelftal · Rusland U21 · Rusland U20 · Rusland U19 · Rusland U18 · Rusland U17 · Rusland U16
1912 – 1914 · 
1992 – 1999 · 
2000 – 2009 · 
2010 – 2019 ·
2020 − 2029
EK 1992** · 
EK 1996 · 
EK 2004 · 
EK 2008 · 
EK 2012 · 
EK 2016 · 
EK 2020
WK 1994 · 
WK 1998 · 
WK 2002 · 
WK 2006 · 
WK 2010 · 
WK 2014 · 
WK 2018
OS 1912
1912 · 
1913 · 
1914 · 
1915–1991 · 
1992 · 
1993 · 
1994 · 
1995 · 
1996 · 
1997 · 
1998 · 
1999 · 
2000 · 
2001 · 
2002 · 
2003 · 
2004 · 
2005 · 
2006 · 
2007 · 
2008 · 
2009 · 
2010 · 
2011 · 
2012 · 
2013 · 
2014 · 
2015 · 
2016 · 
2017 · 
2018 ·
2019 ·
2020 ·
2021 ·
2022 ·
2023 ·
2024 ·
2025
Albanië ·
Algerije ·
Andorra · 
Argentinië ·
Armenië · 
Azerbeidzjan · 
België ·
Bolivia · 
Brazilië ·
Brunei ·
Bulgarije · 
Chili ·
Costa Rica ·
Cuba ·
Cyprus · 
Denemarken · 
Duitsland · 
Egypte ·
Engeland ·
El Salvador ·
Estland · 
Faeröer · 
 Finland · 
Frankrijk · 
Georgië · 
Ghana ·
Grenada ·
Griekenland · 
Hongarije ·
Ierland ·
IJsland ·
Irak ·
Iran ·
Israël · 
Italië ·
Ivoorkust ·
Japan ·
Joegoslavië ·
Kameroen ·
Kazachstan ·
Kenia ·
Kirgizië ·
Kroatië · 
Letland · 
Liechtenstein · 
Litouwen · 
Luxemburg ·  
Malta ·
Marokko · 
Mexico · 
Moldavië · 
Montenegro · 
Nederland · 
Nieuw-Zeeland ·
Noord-Ierland · 
Noord-Macedonië ·
Noorwegen · 
Oekraïne · 
Oezbekistan ·
Oostenrijk · 
Polen ·
Portugal ·
Qatar · 
Roemenië · 
San Marino · 
Saoedi-Arabië · 
Schotland · 
Servië · 
Slovenië · 
Slowakije · 
Spanje · 
Syrië ·
Tadzjikistan ·
Tsjechië · 
Tunesië ·
Turkije ·
Uruguay · 
Verenigde Arabische Emiraten · 
Verenigde Staten ·
Vietnam  ·
Wales · 
Wit-Rusland ·
Zuid-Korea · 
Zweden · 
Zwitserland
Algerije (2014) · 
België (2014) · 
België (2021) · 
Denemarken (2021) ·
Egypte (2018) ·
Engeland (2016) ·
Finland (2021) ·
Griekenland (2008) ·
Griekenland (2012) ·
Kroatië (2018) ·
Nederland (2008) ·
Polen (2012) ·
Saoedi-Arabië (2018) ·
Slowakije (2016) ·
Spanje (2008, groepsfase) ·
Spanje (2008, halve finale) ·
Spanje (2018) ·
Tsjechië (2012) ·
Uruguay (2018) ·
Wales (2016) ·
Zuid-Korea (2014) ·
Zweden (2008)
** = Onder de naam Gemenebest van Onafhankelijke Staten